# Kinesisk kirkehistorie til år 1500
| Portal | Portal:Kristendom |

Kinesisk kirkehistorie er historien om den kristne mission og kristne tilstedeværelse i Kina frem til år 1500 – en tidsperiode, der i sin længde overstiger de antal år mange europæiske lande, inkl. Danmark, har været kristne. I lang tid efter sin første ankomst og senere tilbagegang har kirke og mission i Kina sandsynligvis været helt fraværende, enten på grund af assimilering eller på grund af forfølgelse, men har efterladt sig spor i bygninger, genstande, skrifter og beretninger.
Der har længe været legender om en meget tidlig kristen tilstedeværelse i Kina, allerede i apostolisk tid eller noget senere. Ingen håndfaste beviser findes, og sædvanligvis har forskere afvist muligheden. Men nyere fund har tilføjet brikker til puslespillet, således, at det nu ikke længere er så let at tilbagevise muligheden for kristne under Han-dynastiets Kina. Handelsvejene til Kina var veletablerede, og i vest strakte de sig fra områder hvor kristendommen allerede havde spredt sig hurtigt.
I 1600-tallet fandt man en mindesten med fyldige beskrivelser, den viste at syro-orientalske kristne (også kaldet nestorianske kristne/nestorianerne), for det meste persiske handelsfolk, etablerede sig i riget under Tang-dynastiet og, at der blev oprettet bispedømmer for dem. Denne kristne kirke blomstrede, men for det meste blandt ikke-kinesere. Den blev udsat for flere forfølgelser; i 800-tallet i en sådan grad, at de kristne grupper antagelig gik til grunde i løbet af få generationer.
Noget tidligere var store dele af det, som i dag er det vestlige og centrale Tibet, kristent område. Antagelig var Lhasa bispesædet. De sidste rester af denne kristne tilstedeværelse kan have bestået indtil 1200-tallet.
I områderne nord og nordvest for Kina blev mongolske stammer samlet til et stort fællesrige under Djengis Khan, og begyndte erobringstogter. Blandt disse mongoler, og i khanens hof og familie, var der kristne af forskellige afskygninger. Der var stammegrupper i mongolernes alliance af steppefolk, som var overvejende kristne, og da mongolerne erobrede Kina i 1200-tallet og dannede Yuan-dynastiet, blev der oprettet ærkebispedømmer og bispedømmer forskellige steder i Kina.
I den tid man betegner som "pax mongolica" blev den katolske kirke også inviteret til at sende missionærer til landet af khanen/kejseren, og Khanbalyk/Beijing blev katolsk ærkebispedømme. Katolikkerne var en meget sammensat gruppe. Men da Yuan-dynastiet blev styrtet og erstattet af Ming-dynastiet i 1368, forsvandt det hele igen.

## De første kristne i Kina

### De første kristne i det egentlige Kina
Ingen kan med sikkerhed sige noget om hvordan de første kristne kom til Kina. Givet handelsveje og kristendommens fremvækst i det vestlige Asien er det intet som hindrer, at det kan have foregået ganske tidlig. En tradition, som knytter de første kristne til en missionsrejse til Kina af selveste apostlen Thomas, synes at stamme fra et syro-malabarsk breviar fra 1200-tallet, ifølge hvilke det fremgår, at den hellige Thomas skal have rejst til Kina, omvendt nogen til kristendommen og der efter vendt tilbage til Indien, hvor han led martyrdøden i Meliapore. Der findes imidlertid intet andet materiale, der kan bekræfte eller bevise at apostlen foretog en sådan rejse.
Denne beretning tidsfæster de første kristne i Kina til den samme tid da, ifølge noget omstridte kilder, en kejser fra det sene Han-dynastiet i 67 e.Kr. tog imod de første buddhistiske udsendinge fra Indien. I så fald gjorde mahayanabuddhismen og kristendommen entré samtidig. Historikere har længe afvist dette som en legende uden hold, og det er sandsynligvis den fremherskende situation også i dag (2007). Der er imidlertid andre stemmer. Ifølge professor Xie Bizhen ved Fujian Pedagogiske Universitet i Fuzhou blev tanken om, at Thomas kan have forkyndt i Kina afvist, fordi man mente, at der ikke var kommunikationsruter fra Mellemøsten og dertil. Men Xie påpeger, at sådanne ruter allerede eksisterede i det første århundrede, hvorfor en afvisning i hvert fald ikke kan fremføres på dette grundlag.
Hvad enten eller ej apostlen Thomas personligt missionerede i Kina kan det ikke afvises at andre kristne har missioneret i Kina allerede i det første århundrede. Dette er en spekulation som har fået fornyet næring blandt andet fra professor Wang Wei-fan i en række artikler fra 2001 og 2003, hvori han bl.a. henviser til nye fund af et gammelt kors som kan stamme fra årene lige efter den senere Han-tid (25-220 e.Kr.) og til gravindskrifter fra 86 e.Kr., opbevaret i kunstmuseet i Xuzhou i Jiangsu.
En gang mellem år 100 og 220 blev en mandarin i byen Xuzhou begravet i et gravkammer som ikke blev opdaget før i 1954. Væggene i gravkammeret havde forskellige dekorationer om livet før og efter døden, som der var tradition for under Han-dynastiet. Men en historiker lagde for nylig (2005 eller noget før) mærke til, at et panel viste et par med et barn i noget, som kunne være en krybbe, tre besøgende bærende på gaver, og mordere nærme sig fra en anden retning. Et andet panel viste en kvinde som plukker frugt fra et træ, mens hun bliver bidt af en slange. Det er også fire fiskere, som kaster deres net. Måske dette er spor efter en missionærs virke? Et af de tre motiver kunne godt vært jødisk, men næppe alle tre.
Arnobius (død 330) omtaler i sin apologi "Disputationes adversus gentes" (ca. 303) missionsarbejde blandt "sererne", men det fremgår ikke hvem og hvor de var. Ifølge den syro-orientalske biskop Ebedjesus (1200-tallet) var det en overlevering i den syriske kirke at Archæus, ærkebiskop af Seleucia, havde oprettet et metropolitansete (ærkebispedømme) i Kina i 411, hvilke i så fald må betyde en kristen tilstedeværelse i landet inden det tidspunkt. De munke som i 511 bragte silkeorme til Konstantinopel fra deres klostre hævdes at komme fra Kina, men det synes mere sandsynlig at de kom fra Persien, Turkestan eller Ceylon.
Mere sikkert er det, at manikeismen fandt vej til Kina på et meget tidligt tidspunkt. Manikeismen er en ikke-kristne sekt men med mange kendemærker hentet fra kristendommen. Karakteristisk manikeistiske træk synes at lade sig identificere i beskrivelsen af gamle sekter i kystprovinsen Fujian.

### De første kristne i det gamle Tibet
Det moderne Kinas grænser gør det naturlig at nævne Tibet. Det er sandsynligt, at syro-orientalsk kristendom nåede Tibet (som på dette tidspunkt var større end dagens Tibet) omkring år 549. Det var da heftalittene (De hvide hunnere), en frygtet centralasiatisk nomadestamme, konverterede til kristendommen. Det vides ikke hvordan, dette skete, men der blev sendt en biskop til dem fra Bagdad, og de forblev tro kristne i århundreder. Ellers var Tibet shamanistisk den gang; buddhismen gjorde ikke sin entré før mod slutningen af 700-tallet og forblev i hundredvis af år der efter afgrænset til eliteklasserne.
I 700-tallet fandtes der en stærk kristen kirke i Tibet på. Patriarken Timoteus I (727-823), leder af den syro-orientalske kirke, skrev fra Bagdad ca. år 794 om nødvendigheden af at udnævne endnu en biskop for Tibet. I et tidligere brev (782) havde han beskrevet tibetanerne som en af kirkens mere betydelige fællesskab. Bispesædet antages at have vært i Lhasa, og var sandsynligvis levende så sent som i 1200-tallet, da buddhismen bredte sig i de jævne lag af folket. Kors og kristne inskriptioner er blevet fundet i Ladakh-området som dengang var en del af Tibet.

## Syro-orientalere underTang-dynastiet(618-907)

### Ekskurs om terminologi – syro-orientalere eller nestorianere?
Denne artikel foretrækker udtrykket "syro-orientalere" frem for "nestorianere" om de syriske og persiske kristne som tilhørte den kirke der var etableret i Perserriget, selvom det meste af faglitteraturen traditionelt har brugt betegnelsen "nestorianere". De kristne omtalte aldrig sig selv som nestorianere hvilket de anså som nedsættende og i løbet af 1990'erne er denne betegnelse "syro-orientalere" vundet indpas. Nestorianismen er som udgangspunkt den teologiske lære som præsten Nestorius (ca. 386 – ca. 451) prædikede, men som blev afvist som vranglære i 431 på Koncilet i Efesos. Nu enes de fleste eksperter imidlertid om at det drejer sig om en oldgammel misforståelse, i det mindste hvad der gælder syro-orientalerne. Nestorius' skrifter giver ikke dækning for at han var "nestorianer". Men vigtigere er det at kirken i Perserriget (Østens assyriske kirke), som tog ham til sig, ikke selv udviklede sig i retning af den kristologiske lære som i mangel af et bedre navn benævnes nestorianisme. I nyere kirkehistorisk faglitteratur er en terminologiudvikling derfor under vej. Andre udtryk der ligeledes anvendes er "Den assyriske kirke", "Den assyriske kirke af Østen", "Kirken af Østen" eller "Den østsyriske Kirke".

### Syro-orientalernes komme
Med syro-orientalerne træder man ind i den del af historien hvor man har mere sikre kilder at læne sig op ad. Tang-dynastiets fremmeste kejser var den store Taizong (627-649), som forenede hele det civiliserede Østasien, inklusive store deler af centralasien og det nordlige Indien, men ikke Japan, under sit scepter. Kina fik aktive handelsforbindelser med Persien og dermed Mesopotamien og andre deler af Mellemøsten.
Det vides med sikkerhed at det var i disse år at jøderne kom til Kina – den lille gruppen jøder som den dag i dag (2006) findes i Kaifeng i Henan stammer fra denne indvandring. Muslimerne kom ikke længe efter. Det er også sandsynligt at der allerede på dette tidspunkt var en del udenlandske syro-orientalske handelsmænd i Chang'an (Xi'ans gamle navn). Det kan også virke sandsynlig at der var små syro-orientalske grupper i andre større byer, som Kaifeng. Under alle omstændigheder var de på plads før biskop Alopen drog til Kina for at organisere sjælesorgen blandt dem.
Alopen er den første syro-orientalske missionær til Kina man kan sige noget sikkert om. Imidlertid findes der indikationer på at syro-oriantalerne noget tidligere havde forsøgt sig med missionsfremstød ad søvejen, til dagens Sri Lanka men muligvis også til Java, Malayahalvøen og op til Kinas sydkyst.

#### Den nestorianske stele
Den nestorianske stele (kinesisk: Jingjiao beiwen = Den strålende religions stele), som blev genopdaget i eller nær Xian (tidligere Chang'an) i 1623, er en stele som blev opstillet der i Tangrikets hovedstad i 781. Den gengiver på en troværdig og detaljeret vis hvordan den syro-orientalske form for kristentro kom til Kina med biskoppen Alopen, og hvordan den blev velvillig modtaget af kejseren i året 635, spredte sig og præsenterede sin lære, som stelen kalder Den lysende religion alternativt: den strålende religion (kinesisk: Jingjiao). Alopen kom ikke pludselig og uventet, kejseren kendte til hans komme og sendte ham i mødte en eskorte som førte ham til hovedstaden Chang'an.

#### Alopens virke, kirkens vækst
Alopen oversatte de nestorianske sutraer til kinesisk. Det er grund til at antage at de medbragte skrifter ikke var skrevet på syrisk, men på persisk eller sogdiansk. I 638 var den første oversættelsen klar: "Sutraen om Jesus Messias" (Xuting mishi suojing), med elementer fra Bibelen. Den gjorde det klart at der intet var i det kristne budskab som kunne true de kinesiske traditioner. Alopen understregede her det kristne budskabs universalitet, og benyttet også nogen konfucianske,taoistiske og buddhistiske begreber i fremstillingen. Han understregede at Kristus var frelseren for alle folkeslag. Han fik frem at loyalitet til staten og barnlig pietet til forældrene ikke blev anfægtet af kristendommen, at kristendommen selv støttet disse værdier. Det kristne budskab truet ikke den kinesiske samfundsorden, men var med om at støtte op om den. Kejser Taizong var tilfreds, og gav tilladelse til at den nye lære kunne forkyndes i hele riget.
Ved et edikt erklærede kejseren samme år at den kristne lære skulle være en af rigets tolererede religioner, og Alopen fik forkyndelsestilladelse.
Dette udløste stor missionsaktivitet, og der blev oprettet klostre i landets vigtigste byer. Den næste kejser, Gaozong (650-683), gav Alopen titlen "Den store åndelige herre og beskytter af riget". Indskriften på den nestorianske stele hævder at "troen er udbredt i alle ti provinser ... og der er klostre i hundrede byer". Kilderne viser at syro-orientalerne lagde vægt på at formulere det kristne budskab i konfucianismens filosofiske sprogstil. Ved sine overlegne kundskaber i medicin og kirurgi blev syro-orientalere højt værdsat i samfundet, men eftersom deres lederskab gennemgående var ikke-kinesisk og mange af deres medlemmer udenlandske handelsfolk blev de kategoriseret sammen med buddhismen og zoroastrianismen som en "udenlandsk religion".
Senere fulgte der en tid da de kristne blev diskriminerede eller undertrykt. Den første kraftige modstand kom fra buddhistisk hold 698-699, under kejserinde Wu Zetian. Omkring 713 var det taoisterne som fortsatte forfølgelserne. Men kristendommen rejste sig efter disse kritiske perioder. På baggrund af An Lushan-oprøret i 755 med den sociale og politiske omvæltning som fulgte, samt vitaminindsprøjtningen taoismen og konfucianismen fik på denne tid, er det faktisk overraskende at den nestorianske stele overhovedet lod sig opsætte i 781. Det kan kun forklares med at syro-orientalernes tro klarede sig levende gennem modgangen.

### Kristendommen svinder hen
Det synes som om kristendommen havde godt renommé og at Tang-hoffet i lange tider var velvillig indstillet til religionen, længe nok til at den burde have klaret at sænke sine rødder dybt nok ned til at kunne klare sig uafhængig af kejserlig gunst. Men alligevel svandt kristendommen i Kina hen, uden at man har kildegrundlag som tillader entydige konklusioner om hvorfor. Hovedsageligt er der blevet foreslået fire forklaringer:
For det første kan det synes som om den syro-orientalske kristendom på trods af en del konvertitter aldrig rigtig formåede at slå rod i den almindelige kinesiske befolkning, men at den forblev en religion for og præget af udlændinge. For det andre synes kristendommen i denne tid at ankomme til Kina der på daværende tidspunkt ikke hungrede efter noget nyt. Traditionel folketro stod stærkt, og buddhismen kan have opfyldt behovet for dem som ønskede noget mere avanceret – og eftersom syro-orientalerne tilpassede sig en buddhistisk religiøs terminologi kan det også være at den jævne kineser opfattede de som en buddhistisk sekt.
For det tredje var syro-orientalernes lederskab afskåret fra regelmæssig kommunikation med de kirkelig overordnede i vest, ikke bare pga. lang rejsevej men også af de muslimske erobringer som svækkede kirken i Persien. Og til sidst, da Tang-dynastiet til slut gik til grunde, kunne de kristne kinesere som stadig holdt stand ikke længere finde velvilje hos de nye ledere i det nu fraktionerede Kina.
I 843 begyndte Tang-dynastiet at forfølge manikæismen, og kort efter var det buddhisternes tur. Det antages nu generelt blandt forskere at den kristne nedgangstid fulgte efter 845, da dynastiet beordret præsteskabet i ikke-kinesiske religioner (inklusive buddhismen) at træde ud og blive lægfolk. Dermed var manikæere, buddhister og kristne ikke længere velkomne i hovedstaden. De kristne fortrak til det sydlige Kina, men uden forbindelser med moderkirken i Mellemøsten blev de derved endnu mere udsatte.
Det var ikke bare Tang-kinesisk uvilje som var problemet, man kender også til kinesiske oprøreres direkte forfølgelse af sine modstandere og af tilhængere af de "udenlandske" religioner. En arabisk rejsende, Abu Zeid, kunne i 878 berette at da Kanton i samme år blev erobret af oprøreren Huang Chao, blev 120.000 muslimer, jøder, kristne og zoroastrere slagtet der.

### De sidste rester af kinesisk kristendom forsvinder
En syro-orientalsk munk sendt til Kina hen mod slutningen af 900-tallet vendte tilbage til Bagdad med den besked at kristendommen i Kina var uddød. På trods af at det vides at der i anden halvdel af 1000-tallet blev sendt en syro-orientalsk biskop til Cathay (Nordkina), foreligger der ikke i dag (2007) nogle vægtige grunde til at antage en kontinuitet mellem Tang-dynastiets kristne og Yuan-dynastiets. Hvis der fandtes kristne grupper som nedstammet fra Tang-tiden og som havde klaret sig gennem århundrederne, har de ikke ladet sig opfange af historikerne.

## Kristne i Kina før og under Yuan-dynastiet

### Syro-orientalerne i Kinas omegn
Kristendommens anden komme til Kina fandt sted da centralasiatiske stammer af syro-orientalsk bekendelse migrerede ind i Kinas nordligere dele. De var blevet påvirket af den mere avanceret ughuirske kultur, og mange af dem blev ansat som administratorer af Liao-dynastiet (947-1125) og senere Jin-dynastiet (1125-1234). Da mongolerne senere kom, var der derfor allerede en del syro-orientalske kristne i Kina. Samtidig blev der fra den syro-orientalske patriark i Bagdad udsendt folk for at oprette nye ærkebispesæder langs handelsvejene til Kina. De syro-orientalere som befandt sig i Kina, kan hovedsageligt grupperes i tre: Dem af keraitisk afstamning, dem af öngütisk afstamning, og syro-orientalere fra andre stammer.

#### Syro-orientalske keraiter
Keraitene, en tyrkisk stamme, der holdt til sydøst for Bajkalsøen, langs floden Orkhon. De konverterede ifølge syriske og arabiske kilder til syro-orientalsk kristendom i 1007.  Efter at Timur Lenk eller Djengis Khan havde besejret dem blev de vigtige allierede for de mongolske horder og dermed fulgte de med da Kina blev erobret.

#### Syro-orientalske öngöter
Öngötene holdt til nord for Ordosørkenen i Den gule flods store bue ind i nutidens Indre Mongoliet.  Det vides ikke hvornår denne stamme af turkomongolsk baggrund konverterede til kristendommen, men deres kristentro er vel dokumenteret både i kinesiske og vestlige kilder. Også de gjorde sig senere gældende i Kina under Yuan perioden.

#### Syro-orientalere af andre stammer
Også blandt de uighurer, naimaner, merkiter og oyirater som bosatte sig i Kina, var der syro-orientalske kristne. Uighurene, hvoraf flertallet var buddhister, holdt til omkring dagens Turfan i Xinjiang. Hovedparten af naimanene, som alle var kristne, boede vest for Orkhon-floden. Det var blandt dem at den rejsende franciskaner Willem af Rubruck fandt en kristen leder som han (naturligvis fejlagtigt) identificerede som den legendariske "Præstekonge Johannes".
Merkitene var før sin indtrængen i Kina i området syd for og oyiratene øst for Bajkalsøen. Der var også andre syro-orientalske kristne i Mandsjuria, blandt folk i Nayan. 

### Pax Mongolica
Under Djengis Khans ledelse lykkedes det hans mongolskstyrede alliance i Centralasien, gennem en række militære sejre, at pacificere store dele af Eurasien fra Stillehavet til dagens Ungarn, skabe en pax mongolica og samle dem under én ledelse, til at begynde med udøvet fra Karakorum, men senere fra Khan-balyq (en del af dagens Beijing) i Kina. Handel og kulturudveksling fulgte.
Paverne i 1200-tallet havde på sin side længe været opsat på at få en oversigt over situationen i det fjerne Østen, for at kunne styrke de troende som skulle befinde sig der og for at drive mission.
Ellers var europæerne blevet bange for mongolerne. Først havde de bare hørt historier om dem. I 1238 havde kongerne af Frankrig og England modtaget forslag fra ismailierne i Syrien (de såkaldte assassinere) om en kristen-muslimsk alliance mod det de beskrev som civilisationens værste fjender, mongolerne. Hverken Frankrig eller England var dog interesseret i det.
Kong Henrik 3. af England fik det råd fra biskoppen af Winchester: "Lad hellere disse hunde ødelægge hinanden og gå til grunde, og så skal vi se den universel katolsk kirke rejse sig på deres ruiner og det skal blive én hjord og én hyrde". Men så dukkede mongolerne overraskende op i Sydrusland og erobrede Kijev i 1240 og året efter nedkæmpede de madjarene (i Ungarn). Da de senere forsvandt, skyldtes det Storkhan Ögödeis død og uenighed om tronfølgen.
Pave Innocent 4. (1243-1254) regnede med, at så snart mongolerne havde fundet en løsning på deres tronfølgestrid, ville de kunne fortsætte deres fremfærd. Dette ville han undgå. Til sin rådighed havde han til en vis grad både franciskanerordenen og dominikanerordenen, begge nystiftede ordener uden stabilitet, det vil sige til disposition for rejser. En østenrejse foretaget af franciskaneren broder Laurentius fra Portugal ved man ikke meget om, men senere rejste Johannes de Plano Carpini O.Min. som pavelig udsending sammen med nogle ledsagere til Karakorum. I et af brevene, som paven sendte med, var han nok så direkte: "[Jeg beder om, at] I for fremtiden afstår helt fra angreb af denne slags, og især fra forfølgelse af de kristne".
Johannes, som kom til Karakorum i juli 1246 fik ikke udvirket sådanne løfter, men hvad angik trosforfølgelser var dette noget som allerede var blevet forbudt i Djengis Khans lov; det som også kom for en dag var, at mange mongoler faktisk var blevet kristne. I Karakorum oplevede udsendingene kroningen af storkhanen Göyuk og fik foretræde for ham i 1246.
Selv om storkhanen ikke indlod sig på noget som kunne kaldes forhandlinger, lykkedes det pater Giovanni at udføre sit opgave, således som han selv opfattede den, med stort held. Hans senere rapport beskrev udførligt mongolernes levemåde, sæder, politiske forhold og militære midler, og mundede ud i en række forslag om hvordan truslen fra øst kunne imødegås bedre i fremtiden.
Svarbrevet fra storkhanen til paven er bevaret for eftertiden. Storkhanen udtrykker i brevet, der er skrevet på persisk (med indledning på tyrkisk og datering på arabisk), at han ikke kan begribe hvorfor paven vil have, at han skal lade sig døbe, at han ikke er villig til at trække sig ud af magyarernes områder, og at han ikke tror på pavens oprigtighed vedrørende fredelige relationer, i hvert fald ikke før paven selv og de kristne fyrster kommer til hans hof og yder ham tribut. Giovanni di Pian del Carmine overleverede brevet til paven, da han kom til Rom i slutningen af 1247. (Det er stadig bevaret og befinder sig i Vatikanets hemmelige arkiv, hvorfra det er lagt ud på internettet: Facsimile af storkhanens brev af november 1246 til pave Innocent IV Arkiveret 2. februar 2007 hos  Wayback Machine).
I 1247 kom en delegation dominikanere under ledelse af Anselm af Lombardia også til Karakorum. Ingen af de tre ekspeditioner nåede til Kina, men Johannes de Plano kunne tage første- og andenhånds skildringer af riget med sig hjem.
Den franske konge Ludvig den Hellige sendte, mens han var på korstog, i 1249 dominikaneren André de Longjumeau, og lidt efter franciskaneren Willem af Rubruck som sendemænd til Storkhanens rige i håb om at få etableret en mongolsk-kristen alliance mod muslimerne.  En sådan kom ikke i stand, men kontakten var skabt. Willem af Rubruck nåede frem i 1253 og traf storkhanen Möngke som ikke var kristen, men som deltog i syro-orientalske kristne gudstjenester.
I Centralasien kom franciskanerne i kontakt med mange grupper af syro-orientalske kristne, blandt andet med keraiterne, som var blevet allierede og samarbejdspartnere med mongolerne. Alliancen blev forseglet ved at Djengis Khan lod sin søn Tulai gifte sig med en keraitisk kristen prinsesse, Sorghagthani Beki. Yuán-dynastiet blev formelt proklameret i 1271, af Djengis Khans barnebarn storkhanen Kublai Khan (storkhan 1260-94). Kulturåbenheden gjorde sig gældende også på religionernes område, og Kublai Khan var meget velvilligt indstillet overfor kristendommen. Hans mor var den kristne Sorghaghtani Beki. Hun var også mor til Hülegü (grundlægger af Ilkhanatet i Persia) og af Möngke (den fjerde storkhan).

## Tidlig Ming: Kristendommen borte, forbindelserne med Vesten ophører
Med Yuan-dynastiets undergang i 1368 blev de sårbare bånd mellem Kina og Vesten atter brudt og Kina fik nu et helt nyt kinesisk herskerdynasti, Ming-dynastiet.
Et spørgsmål er hvorvidt og i hvilken grad Kina under det tidlige Ming kom i berøring med kristendommen i sin interaktion med omverdenen. Ming-kejserne førte til at begynde med en aktiv og ekspansiv politik med handel og opsigtsvækkende opdagelsesrejser under admiral Zheng He. Zheng He ledede i alt syv ekspeditioner mellem 1405 og 1433; de gik til Stillehavet, Indiske Ocean, Rødehavet og Persiske bugt, og til og med til Afrikas østkyst. Der er grund til at antage, at de rejsende på disse rejser kan være kommet i kontakt med kristne handelsfolk, særlig helt i vest af sine rejser, men der er ingen belæg for at dette førte til, at nogen kristne impulser blev overført til dem, end sige ført hjem til Kina.
I 1433, altså kort tid efter Yongle-kejserdømmets tid var omme, blev flådepolitikken lagt om. Ming-herskerne bestemte sig for heller at koncentrere sig om at udvikle jordbrug end handel til søs. Kejserriget trak sig for det meste tilbage bag sine traditionelle grænser.
Således overlod de i praksis den asiatiske handel til andre. Først var det muslimerne som fyldte det vakuum, som blev skabt af Ming-dynastiets nye politik indenfor søfart. Muslimer fra den arabiske halvø eller Persien tog deres religion med sig og spredte den så langt østover som til Molukkerne og de filippinske øer. På samme tid var portugisernes store opdagelsesrejser begyndt. I 1498 fandt Vasco da Gama søvejen til Indien. Dermed var grundlaget lagt for en ny kontakt mellem Kina og kristendommen.